# Gros Michel
La varietà di banana chiamata Gros Michel, negli Stati Uniti conosciuta anche come Big Mike, fu la prima banana destinata all'esportazione in massa.

## Storia

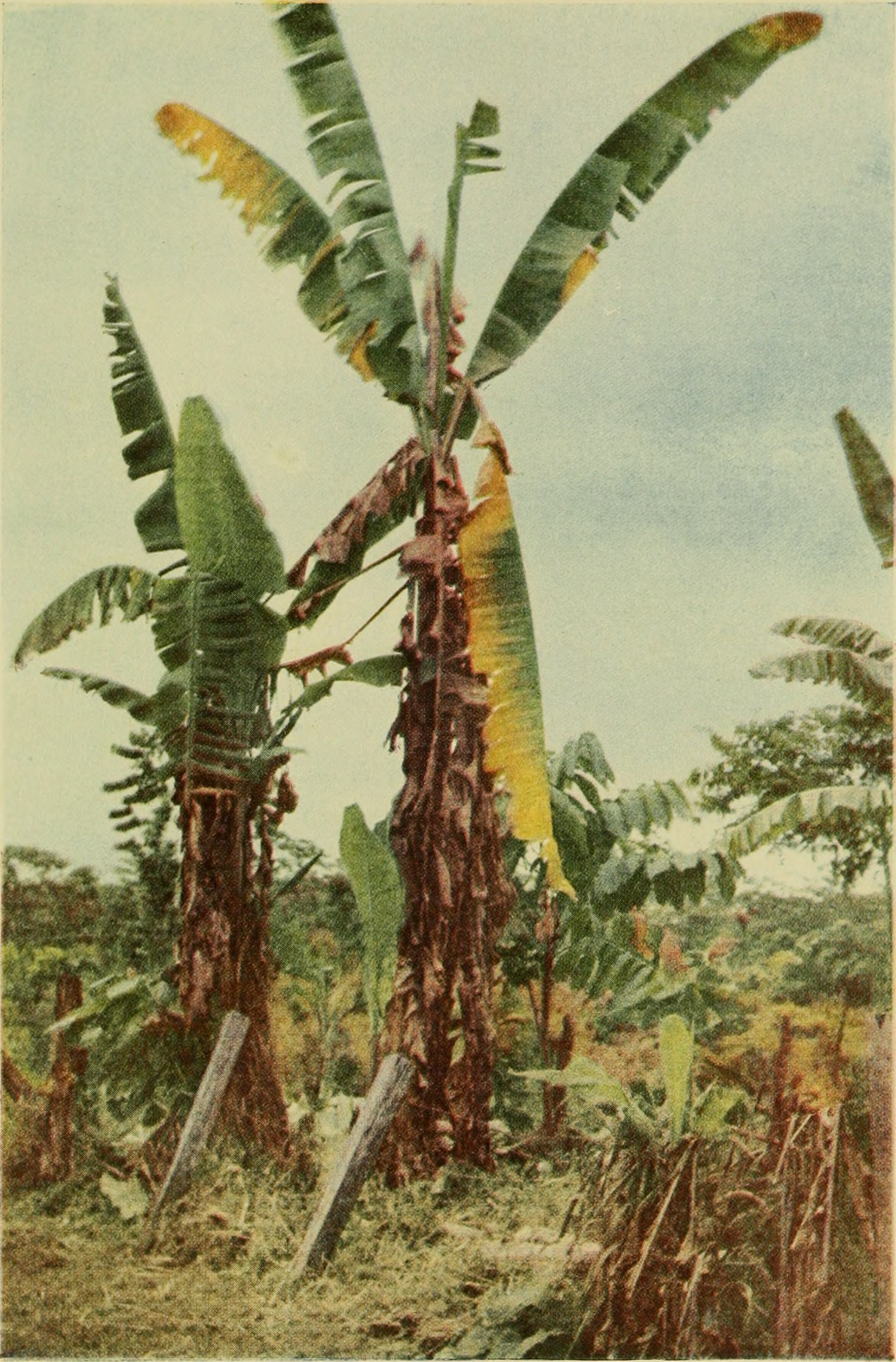
Piante di Gros Michel attaccate dalla malattia di Panama

Cominciò a diffondersi nel XIX secolo e rimase la varietà più famosa fino alla fine degli anni cinquanta.
In questo periodo, le piantagioni di questa varietà subirono un collasso a causa della malattia di Panama, un'infezione fungina. È del resto normale che a causa della riproduzione per talea le piante di questa varietà rischiassero di essere attaccate quasi tutte dallo stesso agente patogeno come appunto accadde a partire dall'inizio del Novecento. I tardivi tentativi di salvare la varietà finirono in un disastro finanziario ed il frutto sparì rapidamente dai giri internazionali di commercio.
Proprio in quel periodo, però, fu diffusa la forma attuale della banana Cavendish, che resisteva meglio alle muffe e che all'ultimo momento garantì la continuazione del commercio internazionale di banane.
Nel frattempo, la Fundación Hondureña de Investigación Agrícola si occupava di perpetuare alcune forme della Gros Michel, divenuta ormai rara.

## Caratteristiche
La denominazione ufficiale è
Musa acuminata Colla (Gruppo AAA), cultivar Gros Michel.
Dotata di buccia relativamente spessa, è più grande e più dolce della Cavendish, la varietà oggi a noi conosciuta come banana comune. È opinione assai diffusa che la Gros Michel, oggi quasi irreperibile, fosse di gusto decisamente superiore alla Cavendish, ancor oggi indiscussa regina dei mercati internazionali.